# Kóbei repülőtér
A Kóbei repülőtér (Japán nyelven: 神戸空港) (IATA: UKB, ICAO: RJBE) belföldi repülőtér Japánban, egy mesterséges szigeten, Kóbe és Oszaka közelében.

## Futópályák
A repülőtér futópályái:
- 09/27 (2500 m, 60 m, aszfalt)

## Forgalom
Az utasforgalom az elmúlt években az alábbi módon változott:
| Utasok száma | 2 380 829 | 2 706 397 | 2 224 035 | 2 476 634 | 2 497 755 | 2 435 110 | 3 109 042 | 3 362 720 | 1 625 715 | 3 434 858 |
|              | 2006      | 2008      | 2010      | 2012      | 2014      | 2015      | 2017      | 2019      | 2021      | 2023      |